# Jack Schrader
Jack Schrader (Olds, Iowa) és un exjugador de bàsquet estatunidenc, que fa ara d'entrenador.
Després de jugar a l'NCAA va ser draftejat a l'NBA l'any 1975 pels Phoenix Suns, però va jugar professionalment a Europa. El seu primer destí va ser el Mataró, on va jugar fins al 1977. La temporada 1977-78 va fitxar pel Cotonificio de Badalona, classificat per jugar la Copa Korac després d'haver quedat quart a la lliga la temporada anterior, jugant dues temporades, fins a la 79-80.
Se'n va tornar als Estats Units, on va començar la seva carrera com a entrenador. No obstant això, la temporada 1982-83 va ser contractat com a entrenador del Joventut de Badalona per Lluís Conesa, fent alhora les tasques de jugador, ocupant una de les places reservades als estranger per la Korac juntament amb Andre Gaddy. Un cop acabada la seva etapa badalonina va tornar novament als Estats Units, prosseguint amb la seva carrera esportiva a les banquetes.